# Bezahlkarte für Asylbewerber
Die Bezahlkarte für Asylbewerber (in Österreich Asylwerber) ist eine guthabenbasierte Debitkarte, die in unterschiedlicher Form in diversen Ländern Asylsuchenden zur Verfügung gestellt wird.
In Deutschland und Österreich wird eine landesweite Einführung angestrebt.
In Deutschland sollen die Leistungen zur Deckung des Lebensunterhalts nach Asylbewerberleistungsgesetz (AsylbLG) damit ausgezahlt werden. In Deutschland wurden die ersten Bezahlkarten von verschiedenen Kommunen ausgegeben. Bundesweit Aufsehen erregten die Pilotprojekte von Landkreisen in Thüringen, da dort die Landkreise zwischen Geld- und Sachleistungen für Asylbewerber selbst entscheiden können. Die Kommunen erhofften, Bargeld-Transfers ins Ausland und Zahlungen an sogenannte Schlepper mit Hilfe der Bezahlkarte unterbinden zu können. Seit dem 16. Mai 2024 ist die Bezahlkarte durch eine Änderung des Asylbewerberleistungsgesetzes auf eine bundesweit einheitliche Rechtsgrundlage gestellt worden. Die genaue Ausgestaltung der Bezahlkarte unterliegt nun den Bundesländern. 14 Länder haben sich auf eine gemeinsame Umsetzung verständigt, während Bayern und Mecklenburg-Vorpommern eigene Modelle verfolgen. Von ihren Kritikern wird die Bezahlkarte wiederholt als ein populistisches Instrument bezeichnet, die Begründung der Verwaltungsvereinfachung sei lediglich vorgeschoben.

## Deutschland
Die Bezahlkarte für Asylbewerber in Deutschland wird als Chipkarte aus Kunststoff im ISO-7810-Format ausgegeben. Die Karte ist auf der Rückseite mit einem Magnetstreifen versehen, der für die Abwicklung von Transaktionen wichtige Informationen enthält.

### Versuch im Landkreis Erding 2016
In einem frühen Projekt hatte der Landkreis Erding im Zuge der Flüchtlingskrise von 2015 nach untauglichen Versuchen mit Sachleistungsshops und Gutscheinen im Mai 2016 eine Bezahlkarte unter der Bezeichnung „Kommunalpass“ eingeführt, bei der Asylbewerbern Geldleistungen auf der Karte jeweils zum Monatsende gutgeschrieben wurden. Damit sollte in Geschäften bezahlt werden können, ohne dass Asylbewerber sich Bargeld auszahlen lassen konnten. Nach Anfangsschwierigkeiten und der Erkenntnis, dass Asylbewerber auch über Bargeld z. B. zur Bezahlung von Busfahrten zu Behörden verfügen müssen, wurde ab 1. Juli 2016 dann auch eine Bargeldabhebung für bis zu 43 % des gutgeschriebenen Betrages an Bankautomaten ermöglicht. Das System endete 2020, als der für die technische Abwicklung zuständige Dienstanbieter Wirecard Insolvenz anmeldete und der Landkreis zu Banküberweisungen zurückkehrte.

### Ab 2023
Im Frühjahr 2023 forderte auch der Deutsche Landkreistag die Einführung der Bezahlkarte. Da sich ein Vorpreschen vieler Kommunen in den Ländern bei der Einführung der Bezahlkarte abzeichnete, beschloss die Bund-Länder-Konferenz (Ministerpräsidentenkonferenz) am 7. November 2023 die bundesweit einheitliche Einführung der Bezahlkarte. Als Begründung wurde behauptet, dass Asylbewerber vom Staat erhaltenes Geld mitunter an Angehörige ins Ausland überwiesen würden. Durch die Verhinderung dessen solle ein Anreiz für sogenannten Asylmissbrauch und Wirtschaftsmigration wegfallen. Beim Beschluss der Einführung setzten sich Bund und Länder über datenschutz- und grundrechtliche Bedenken hinweg.
Am 14. November 2023 beschloss die Bayerische Staatsregierung, dass Bayern ein Bezahlkartensystem für Leistungsberechtigte nach dem Asylbewerberleistungsgesetz einführen soll, womit Bargeldleistungen weitestgehend ersetzt werden sollen. Anders verhielt es sich mit einem Bezahlsystem für Asylbewerber in Hamburg, wo Mitte Februar 2024 bereits die ersten Karten ausgegeben wurden. Hier können Asylbewerber das Guthaben der Karte, anders als in Bayern geplant, auch als Bargeld abheben.
Für Bayern, wo im März 2024 die Karte in vier Kommunen eingeführt werden sollte, hatte die Staatskanzlei erklärt, dass die gesetzlichen Rahmenbedingungen ausreichend seien. Die europaweite Ausschreibung für das Bundesland Bayern gewann das Freisinger Unternehmen Paycenter.
In Hannover ist die SocialCard im Einsatz, die optisch wie eine herkömmliche Visa-Karte aussieht und dadurch eine Stigmatisierung durch die Bezahlkarte vermeiden soll.
Eine repräsentative Umfrage von INSA-Consulere am 4. März 2024 zeigte 77 Prozent Zustimmung in der Bevölkerung zur Einführung der Bezahlkarte.

#### Pilotprojekt im Landkreis Greiz im Jahr 2023
Der thüringische Landkreis Greiz begann am 1. Dezember 2023 mit einem Pilotprojekt zur Einführung der Bezahlkarte für alle Asylbewerber. Es handelte sich um personalisierte MasterCard-Karten des Anbieters givve. Nicht nur waren die Zahlungen an Terminals gebunden, die MasterCard akzeptierten, die Karte ermöglichte den Einsatz auch nur im PLZ-Bereich des Landkreises Greiz und keinerlei Bargeldabhebungen. Überweisungen waren weder in das In- noch in das Ausland möglich, das Guthaben war zudem auf 5000 Euro gedeckelt. Auf die Karte wurde jedoch ausschließlich die Summe für den täglichen Bedarf der Asylbewerber gutgeschrieben (mtl. 180 bis 256 Euro), das individuell errechnete Taschengeld (ca. 100 Euro mtl.) wurde weiterhin bar ausbezahlt. Das Landratsamt bezog sich in seiner Begründung zur Einführung der Karte explizit auf den Zweck der dieser Zahlungen nach dem Asylbewerberleistungsgesetz, nämlich das Existenzminimum der Betroffenen zu sichern und nicht Zahlungen ins Ausland zu ermöglichen. Zur Förderung des Lebensstandards in den Herkunftsländern hingegen sei die durch das Bundesministerium für wirtschaftliche Zusammenarbeit und Entwicklung geleistete Entwicklungshilfe gedacht, nicht Zahlungen nach dem Asylbewerberleistungsgesetz. Die geografische Begrenzung sollte zudem die Residenzpflicht der Bewerber in den ersten drei Monaten widerspiegeln.
Aufsehen erregte die Behauptung der Landrätin, Martina Schweinsburg (CDU), dass mehrere Asylbewerber wegen der Einführung der Bezahlkarte den Landkreis verlassen haben. Im Nachhinein musste sie einräumen, dass die Ursache für deren Abreise nicht gesichert sei.

#### Pilotprojekt im Landkreis Eichsfeld ab 2023
Zeitgleich führte auch der Landkreis Eichsfeld die Bezahlkarte zum 1. Dezember 2023 ein. Erfasst wurden aber lediglich Personen mit einer Duldung. Die Karte ist im Eichsfeld sowie in den umgebenden Kreisen Göttingen, Unstrut-Hainich, Nordhausen und Werra-Meißner einsetzbar. Die monatlich überwiesene Summe betrug 150 Euro.
Landrat Werner Henning (CDU) nannte als Grund für die Einführung explizit die Notwendigkeit, dass Landkreise die Migration nicht einfach per Zuweisungsquote geschehen lassen können. Er müsse pragmatisch vor Ort auf „Negativ-Vorgaben“ der Bundespolitik reagieren.

### Asylbewerberleistungsgesetz
Ob eine Änderung des Asylbewerberleistungsgesetzes notwendig ist, war zunächst umstritten. Die Grünen als Regierungspartei der Ampelkoalition halten sie nach entsprechenden Stellungnahmen vom Februar 2024 nicht für notwendig und verweisen auf die Einführung von Bezahlkarten in Hamburg und Bayern. Sie warnten vor einer Überregulierung. Der Focus-Korrespondent Ulrich Reitz schrieb in einem Meinungsbeitrag, dass ohne eine Regelung auf Bundesebene Städte und Gemeinden, die eine solche Karte einführen, verklagt werden könnten, da die bislang gültige Asylgesetzgebung eine Bargeldausgabe als Regelfall vorschreibt.
April 2024 wurde zwischen den Ampelparteien SPD, Grünen und der FDP ein Konsens über ein neues Gesetz zur Einführung einer Bezahlkarte für Geflüchtete erzielt. Diese Regelung soll es den Inhabern ermöglichen, damit Ausgaben wie Bustickets und Internetanschlüsse zu tätigen, während Überweisungen ins Ausland ausgeschlossen sind. Die Gesetzesinitiative, die nach monatelangen Diskussionen zustande kam, zielte darauf ab, Geldtransfers an Familienangehörige im Ausland und an Schleuser zu verhindern und den Ländern Rechtssicherheit für die Implementierung zu bieten. Dieses Ziel wurde mit der am 12. April 2024 beschlossenen Gesetzesänderung nicht erreicht. Bargeldabhebungen müssen von Länder und Kommunen weiter regional reglementiert werden. Wie viel Bargeldabhebung den Asylbewerbern dabei mindestens erlaubt werden muss, bleibt in der Gesetzesregelung unklar. Das Risiko, dass Länder und Kommunen wegen der Möglichkeit zu niedriger Bargeldabhebung mit ihrer jeweiligen Karte verklagt werden, bleibt bestehen.
Um diese Problemen bei der Umsetzung zuvorzukommen, verständigte sich die Ministerpräsidentenkonferenz im Juni 2024 darauf, die Auszahlung von Bargeld mit der geplanten Geldkarte für Asylbewerber auf 50 Euro pro Monat zu begrenzen.

### Funktionen
Die Karte soll die Auszahlung von Bargeld an Asylbewerber ersetzen. Ein Einsatz im Ausland, Karte-zu-Karte-Überweisungen und sonstige Überweisungen ins In- und Ausland sind nicht vorgesehen.

### Kritik und Gegenreaktionen
Kritiker argumentieren, die Vereinfachung der Verwaltung sei lediglich ein Vorwand und ein populistisches Narrativ. So antwortete der Berliner Senat auf die Anfrage der Abgeordneten Elif Eralp, „[d]ie Einführung der Bezahlkarte wird mit Mehrausgaben einhergehen [...]. Absehbar werden auch zusätzliche personelle Bedarfe für die Implementierung in den einbezogenen Behörden anfallen und voraussichtlich auch Kosten für die Schaffung von Schnittstellen zu bestehenden Verfahren entstehen“. Zusätzlicher Verwaltungsaufwand ist auch durch die Bearbeitung von Überweisungsanträgen sowie Bedarfsprüfungen zu erwarten, nachdem bereits mehrere Gerichte die Rechtswidrigkeit der pauschal begrenzten Bargeldbeträge feststellten. Auch die Behauptung, dass Zahlungen an Schlepper unterbunden werden sollten, stößt auf Kritik. Es gebe weder belastbare Zahlen noch Nachweise, ob und falls ja, in welchem Umfang Bezieher von Leistungen nach dem AsylbLG tatsächlich Geld ins Ausland senden – im Gegenteil. Selbst der Regierende Bürgermeister von Berlin Kai Wegner (CDU) schätzte auf Nachfrage die Wahrscheinlichkeit allein schon wegen der unter dem Existenzminimum liegenden Sätze als gering ein, dass Teile der Gelder, die nach AsylbLG ausgezahlt werden, ins Ausland überwiesen werden.
Die Kritiker der Bezahlkarte stellen ein Festsetzen von populistischen Narrativen in der öffentlichen Debatte fest. Dies erfolgte trotz gegenteiliger wissenschaftlicher Einschätzungen, wonach Sozialleistungen eine untergeordnete bis keine Rolle für die Wahl des Ziellandes von Asylbewerbern spielen und die Bezahlkarte die Integration in den Arbeitsmarkt zu behindern droht.
Wie die Bildzeitung berichtete, wendeten sich Münchner Asylaktivisten an Asylbewerber, Einkaufsmarktgutscheine über die Karte zu erwerben und an von ihnen unterhaltenen Umtauschstellen (darunter ein Büro der Linken) in Bargeld zu tauschen, sofern sie mehr als 50 Euro Bargeld im Monat benötigten. Gleichzeitig riefen sie Bürger auf, „rechtspopulistischer Symbolpolitik […] etwas entgegenzusetzen“ und diese Gutscheine in den Umtauschstellen zu erstehen. Das Bayerische Innenministerium kritisierte die Umtauschaktion scharf.

## Österreich
Auch in Österreich begannen einzelne Bundesländer mit Probeläufen von Bezahlkarten, so beispielsweise Niederösterreich. Dort wurden im Juni 2024 auf Betreiben des FPÖ-Landesrates Christoph Luisser einzelne Regionen als Testbetrieb eingerichtet. Kritik kam allerdings noch vor dem Ausrollen auf das ganze Bundesland auf, da mit dieser Karte ein Einkauf in Sozialmärkten, der nur „Österreichern“ vorbehalten sein soll, nicht möglich ist.

## Nichtdeutscher Sprachraum

### Finnland
Im Jahr 2019 wechselte der finnische Migrationsservice Migri vom finnischen Bezahlkartenserviceanbieter Moni zu der Firma Prepaid Financial Services.

### Griechenland
Seit 2021 wird die Unterstützungsleistung nicht mehr durch das UNHCR, sondern durch das griechische Ministerium für Migration und Asyl an Bezahlkarteninhaber geleistet. Mit der personalisierten Karte sind Barabhebungen an Bankautomaten möglich.

### Moldawien
In Moldawien begann das Flüchtlingshilfswerk UNHCR im Jahr 2011 mit der Einführung einer Prepaid-Karte der BCR Chișinău. Die Karte berechtigte zu Abhebungen und zum Bezahlen von Produkten und Dienstleistungen und ersparte den Schutzsuchenden Fahrtkosten, die bei dem früheren System mit Auszahlungsstellen verbunden waren. Moldawien war das erste europäische Land, in dem das UNHCR für seine Unterstützung Bezahlkarten einführte. Stand Januar 2024 wird eine Karte der MAIB-Bank für die Leistungen nach dem UNHCR-Programm eingesetzt.

### Ruanda
Mit Unterstützung des Welternährungsprogramms der Vereinten Nationen stellte das UNHCR seine Leistungen ab 2016 schrittweise auf Master-Card mit Konten bei der Kenya Equity Bank aus Ruanda um. Gebühren für die Kontoführung oder für Barauszahlungen gibt es für die Karteninhaber nicht. Mit den Karten sollen die Schutzsuchenden auch vor Betrug durch Personal der Flüchtlingslager geschützt werden.

### Vereinigtes Königreich
Im Vereinigten Königreich wurde 2017 die Asylum Support Enablement Card (ASPEN-Karte), eine grüne Prepaid-Visa-Card, auf welche die finanzielle wöchentliche Unterstützung des Home Office erfolgt, eingeführt. Die Verwaltung des Kartenservice erfolgt durch Sodexo. Karteninhaber können mit der ASPEN-Karte in allen Geschäften bezahlen, die Visa-Card akzeptieren. S95-Empfänger können Bargeldabhebungen tätigen, während S4-Empfänger davon ausgeschlossen sind. Im Jahr 2021 beauftragte Home Office die Firma Predpaid Financial Services mit der weiteren Verwaltung des Kartenservice.

## Falschinformationen über Bezahlkarten
2018 kursierten aufgrund von Facebook-Posts des rechtsextremen Blogs Politically Incorrect Fake News über UNHCR-Kreditkarten, die angeblich von dem US-Milliardär George Soros finanziert würden und es Flüchtlingen auf dem Balkan ermöglichen würden, auf ihren Zwischenstopps in osteuropäischen Ländern Geld abzuheben und Vorräte anzuhäufen. 2019 machte die ungarische Regierung – auf der Grundlage eines manipulierten Bildes – Stimmung gegen die EU, die angeblich Flüchtlinge mit anonymen Kreditkarten versorgen würde.